# Felipe VI của Tây Ban Nha
Felipe VI của Tây Ban Nha (Felipe đệ lục) (phát âm tiếng Tây Ban Nha: [feˈlipe]; sinh 30 tháng 1 năm 1968) là vua trị vì Tây Ban Nha từ ngày 19 tháng 6 năm 2014, một ngày sau khi cha ông là vua Juan Carlos I thoái vị..

## Thiếu thời
Felipe sinh tại Madrid, sau hai người chị của mình và đảm bảo có người kế vị ngai vàng Tây Ban Nha. Tên đầy đủ của ông là Felipe Juan Pablo Alfonso de Todos los Santos de Borbón y  Grecia. Tên biểu tượng được đưa ra tại lễ rửa tội, được đặt bởi Đức Tổng Giám mục Madrid Casimiro Morcillo González bao gồm tên của nhân vật nhà Borbón đầu tiên thống trị ở Tây Ban Nha, ông nội của ông (Infante Juan, Bá tước của Barcelona và Pavlos I của Hy Lạp), ông cố của ông Alfonso XIII của Tây Ban Nha, và của tất cả các Thánh (De Todos los Santos hoặc et omnes Sancti) như là phong tục của nhà Bourbons. Tại thời điểm chào đời, ông có được gọi là Infante của Tây Ban Nha, và như cha của ông, chưa có vị trí thừa kế rõ ràng. Cha mẹ đỡ đầu của ông là ông nội của ông, Infante Juan, Bá tước xứ Barcelona, và bà cố nội của ông, Victoria Eugenie của Battenberg.
Vào ngày 30 tháng 1 năm 1986, ở tuổi 18, Felipe đã thề trung thành với Hiến pháp và đức vua trước Quốc hội Tây Ban Nha, chấp nhận hoàn toàn vai trò thể chế của mình như là người kế thừa cho vương miện Vương thất Tây Ban Nha.

## Học vấn
Sau khi học tiểu học ở Tây Ban Nha, Felipe sang Canada học và lấy bằng tú tài tại Lakefield College School tại Ontario. Từ 1985 cho đến 1988 ông đã tham dự nhiều quân chủng của quân đội Tây Ban Nha: Bộ binh, Hải quân và Không quân. Ông có thể lái trực thăng và máy bay. 
Năm 1988 ông học luật tại Madrid và lấy bằng cử nhân vào năm 1993. Sau đó ông đã lấy bằng thạc sĩ khoa học về dịch vụ đối ngoại (MSFS) tại Đại học Georgetown ở thủ đô Washington, Hoa Kỳ. Tại Georgetown, ông học cùng khóa và ở cùng nhà với Pavlos, Thái tử Hy Lạp. Felipe nói rất giỏi 2 ngoại ngữ là tiếng Anh và tiếng Pháp.

## Phản đối công khai
Sau ngày 11 tháng 3 năm 2004, vụ đánh bom Madrid, Felipe cùng với hai người chị của mình Elena và Cristina, trở thành thành viên đầu tiên của gia đình hoàng gia Tây Ban Nha đã từng tham gia vào một cuộc biểu tình công cộng.